# Aartsbisdom Belo Horizonte
Het aartsbisdom Belo Horizonte (Latijn: Archidioecesis Bellohorizontinus, Portugees: Arquidiocese de Belo Horizonte) is een rooms-katholiek aartsbisdom in Brazilië met zetel in Belo Horizonte. De aartsbisschop van Belo Horizonte is metropoliet van de kerkprovincie Belo Horizonte waartoe ook de volgende suffragane bisdommen behoren:
- Divinópolis
- Luz
- Oliveira
- Sete Lagoas

## Geschiedenis
Het bisdom Belo Horizonte werd in 1921 opgericht, als een afsplitsing van het aartsbisdom Mariana en werd in 1924 verheven tot aartsbisdom. 

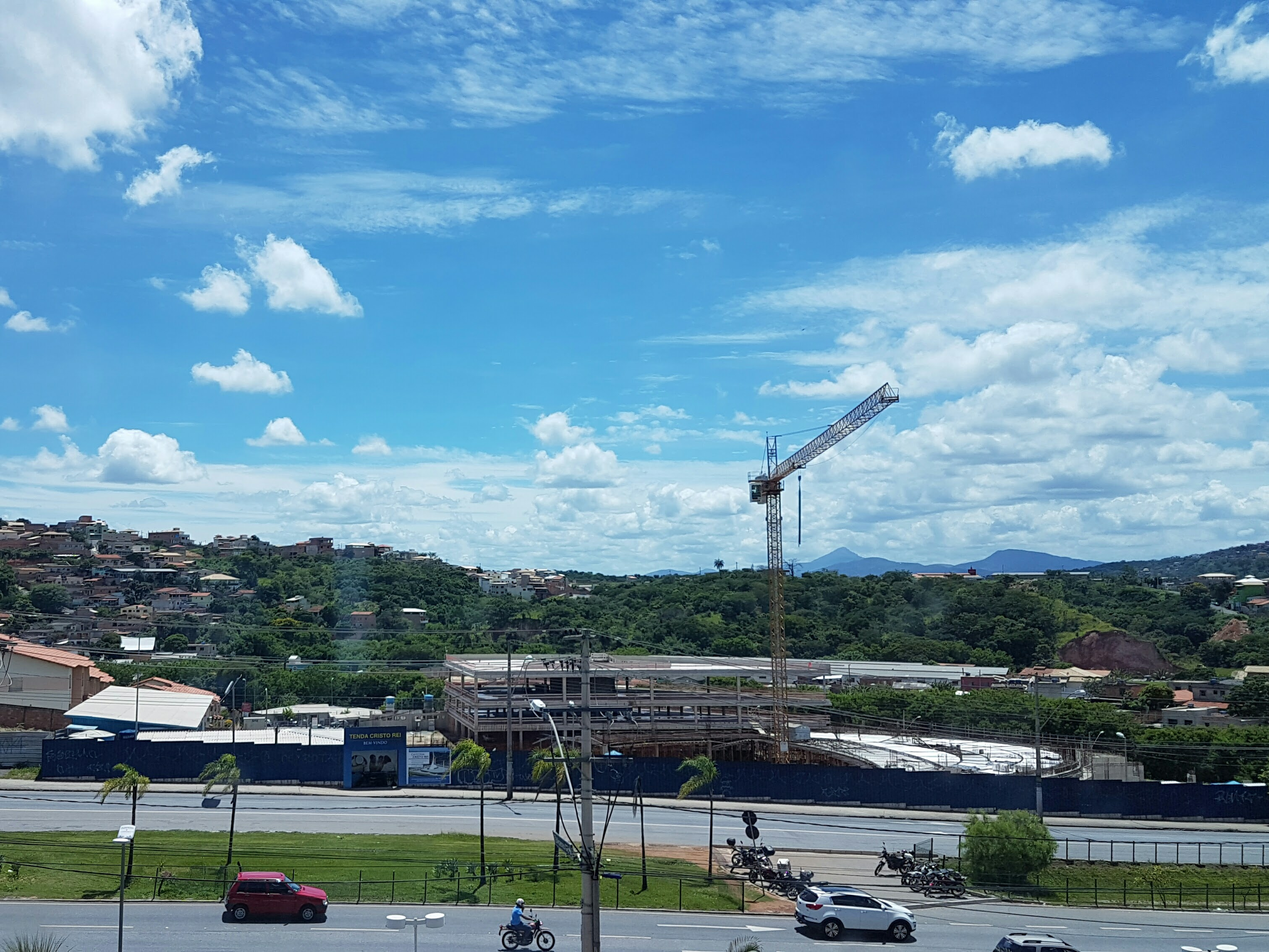
Kathedraal Cristo Rei
(in aanbouw 2017)

## Parochies
Het aartsbisdom had in 2020 een oppervlakte van 7.222 km2 en telde 5.142.935 inwoners waarvan 70,0% rooms-katholiek was.

## Aartsbisschoppen
- Antônio dos Santos Cabral (21 november 1921 - 15 november 1967)
- João Resende Costa (15 november 1967 - 5 februari 1986)
- Serafim Fernandes de Araújo (5 februari 1986 - 28 januari 2004)
- Walmor Oliveira de Azevedo (28 januari 2004 - heden)

## Aartsbisschop-coadjutoren
- Hugo Bressane de Araújo (3 september 1951 - 7 oktober 1954)
- João Resende Costa (19 juli 1957 - 15 november 1967; later aartsbisschop)
- Serafim Fernandes de Araújo (22 november 1982 -  5 februari 1986; later aartsbisschop)

## Hulpbisschoppen
- Geraldo María de Morais Penido (10 maart 1956 - 30 november 1957)
- Serafim Fernandes de Araújo (19 januari 1959 - 22 november 1982; later coadjutor en aartsbisschop)
- José Maria Dalvit (5 oktober 1973 - 17 januari 1977)
- Arnaldo Ribeiro (6 november 1975 - 28 december 1988)
- Werner Franz Siebenbrock (12 oktober 1988 - 9 november 1994)
- Sebastião Roque Rabelo Mendes (10 mei 1989 - 15 december 2004)
- David Dias Pimentel (11 december 1996 - 7 februari 2001)
- Décio Sossai Zandonade (11 december 1996 - 14 mei 2003)
- Aloísio Jorge Pena Vitral (11 februari 2006 - 25 november 2009)
- Joaquim Giovani Mol Guimarães (11 februari 2006 - heden)
- Luis Gonzaga Féchio (19 januari 2011 - 6 januari 2016)
- Wilson Luís Angotti Filho (4 mei 2011 - 15 april 2015)
- João Justino de Medeiros Silva (21 december 2011 - 22 februari 2017)
- Edson José Oriolo dos Santos (15 april 2015 - 30 oktober 2019)
- Otacilio Francisco Ferreira de Lacerda (21 december 2016 - 19 juni 2019)
- Geovane Luís da Silva (21 december 2016 - 19 april 2023)
- Vicente de Paula Ferreira (8 maart 2017 - 1 februari 2023)
- Júlio César Gomes Moreira (23 december 2020 - heden)
- Nivaldo dos Santos Ferreira (23 december 2020 - heden)
- Joel Maria dos Santos (27 oktober 2021 - heden)

Belo Horizonte (aartsbisdom) · Divinópolis · Luz · Oliveira · Sete Lagoas